# Ibirataia
Ibirataia é um município brasileiro localizado no sul do estado da Bahia.

## Etimologia
Ibirataia é uma palavra de origem Tupi, que pode ser interpretada como planta de queima ou lenha devido à sua abundância, uma árvore local chamada Pau D'arco (ou pau d'alho, como os locais chamam).
Do tupi ybyrataîa: madeira ardida.

## Economia
O cacau é a principal cultura do município. Contudo, a vassoura-de-bruxa no final da década de 1980 levou ao declínio da produção de cacau e a perdas imensuráveis que levaram a região a buscar alternativa econômica na produção de frutas, na cerâmica e no comércio.

## Subdivisões

### Distritos
O município de Ibirataia tem dois distritos: Ibirataia (distrito-sede) e Algodão.